# Ciemniak (Ostróda)
Ciemniak (deutsch Dunkelwalde) ist ein Ort in der polnischen Woiwodschaft Ermland-Masuren. Er gehört zur Gmina Ostróda (Landgemeinde Osterode in Ostpreußen) im Powiat Ostródzki (Kreis Osterode in Ostpreußen).

## Geographische Lage
Ciemniak liegt im Westen der Woiwodschaft Ermland-Masuren, 14 Kilometer südwestlich der Kreisstadt Ostróda (deutsch Osterode in Ostpreußen).

## Geschichte
Das Vorwerk Czemnack (um 1785 Diesterwalde genannt) wurde 1646 erstmals urkundlich erwähnt. Bis 1945 war es ein Wohnplatz der Gemeinde Leip (polnisch Lipowo) im Kreis Osterode in Ostpreußen.
1945 kam Dunkelwalde in Kriegsfolge mit dem gesamten südlichen Ostpreußen zu Polen und erhielt die polnische Namensform „Ciemniak“. Der unbewohnte Weiler, in dem auch keine Gebäude mehr stehen, gilt heute als „przysiółek wsi Reszki“ (= „Ortsteil von Reszki“) und somit als Ort innerhalb der Landgemeinde Ostróda (Osterode i. Ostpr.) im Powiat Ostródzki (Kreis Osterode in Ostpreußen), bis 1998 der Woiwodschaft Olsztyn, seither der Woiwodschaft Ermland-Masuren zugehörig.

## Kirche
Bis 1945 war Dunkelwalde in die evangelische Kirche Leip (polnisch Lipowo) in der Kirchenprovinz Ostpreußen der Kirche der Altpreußischen Union, außerdem in die römisch-katholische Kirche Marienfelde (polnisch Glaznoty) eingepfarrt.

## Verkehr
Ciemniak ist von der Kreisstraße DP 1233N über einen Landweg zu erreichen, der bei Reszki (Röschken) in westlicher Richtung abzweigt.